# Беловец
Беловец (болг. Беловец) — село в Болгарии. Находится в Разградской области, входит в общину Кубрат. Население составляет 1972 человека.

## Политическая ситуация
В местном кметстве Беловец, в состав которого входит Беловец, должность кмета (старосты) исполняет Бейзат Алиосман Таккели (Движение за права и свободы (ДПС)) по результатам выборов.
Кмет (мэр) общины Кубрат — Ремзи  Халилов Юсеинов Движение за права и свободы (ДПС)) по результатам выборов.